# Observatorio de la Sorbona
El Observatorio de la Sorbona (en francés, Observatoire de la Sorbonne) es un antiguo observatorio astronómico, situado en el techo de La Sorbona (Panthéon-Sorbonne), en la Rue Saint-Jacques de París (Francia). Incluye un telescopio de observación de 153 mm de diámetro y 2 300 mm de distancia focal. Este telescopio pertenece a la Société astronomique de France (SAF). Los observaciones públicas se celebran los lunes y viernes. El taller óptico de la SAF se encuentra dos pisos más abajo, justo donde al lado de la cúpula que una vez albergó un telescopio de tránsito.